# Pachyarthra
Pachyarthra is een geslacht van vlinders van de familie echte motten (Tineidae).

## Soorten
- P. asiatica Petersen, 1959
- P. brandti Petersen, 1966
- P. grisea Petersen & Gaedike, 1982
- P. iranica Petersen & Gaedike, 1984
- P. lividella (Chrétien, 1915)
- P. mediterranea (Baker, 1894)
- P. ochroplicella (Chrétien, 1915)